# Список теннисных терминов
Список теннисных терминов — алфавитный список теннисных терминов.

## А
- Аут англ. out — 1) внеигровое пространство за пределами ограничительных линий корта. При подаче это пространство вне соответствующего квадрата подачи, при розыгрыше это пространство за пределами боковых (внутренних при одиночной и внешних при парной игре) и задней линии. Попадание мяча в аут сопровождается либо проигрышем очка, либо выполнением второй подачи при попадании в аут на первой подаче. 2) возглас судьи, фиксирующего положение аут.

## Б
- Баранка — выигрыш сета со счетом 6-0.
- Бол-бой (англ. ball boy; жен. бол-герл, англ. ball girl) — мальчик или девочка подросткового возраста, подающий мячи теннисисту при подаче, а также забирающий мяч после попадания мяча в сетку.
- Больше — ситуация в игре, когда игрок набирает в розыгрыше очко после счета ровно (40-40).
- Большой шлем — 1) достижение теннисиста, заключающееся в победе на всех четырёх турнирах Большого шлема; 2) турниры Большого шлема.
- Брейк — взятие гейма на подаче соперника. Сделать брейк — взять гейм на подаче соперника. Вести с брейком — вести в сете по геймам, сделав брейк.
- Брейк-пойнт — одно очко, отделяющее от победы в гейме на подаче соперника.
- Бэкхенд — удар закрытой ракеткой по мячу  —  обратным хватом, когда приём мяча приходится на внешнюю сторону ладони (удар справа для левшей, удар слева для правшей). Бывает одноручным и двуручным.

## В
- Вынужденная ошибка — ошибка игрока в розыгрыше за счет активных действий соперника. Субъективный показатель.
- Виннер — мячи, выигранные при перебросе через сетку при условии, что соперник не касался мяча.

## Г
- Гейм — игровой отрезок, состоящий из розыгрыша четырёх очков. Гейм играется до момента, пока разница не будет составлять 2 очка (4:2, 5:3, 6:4 и т. д.).
- Геймбол — одно очко, отделяющее от победы в гейме.

## Д
- Двойная ошибка — ошибка на второй подаче (мяч попадает в сетку, или за зону подачи). Наказывается потерей очка.

## К
- Кросс — удар по диагонали.

## З
- Задняя линия — ограничительная линия корта по длине. Игра на задней линии — такая игра, при которой игрок ведет игру преимущественно с задней линии.
- Заступ (англ. foot fault) — ошибка игрока при подаче, когда он наступает или заступает за заднюю линию.
- Золотой сет — сет, выигранный без потери единого очка, как на своей подаче, так и на подаче соперника, или 24 очка из 24 возможных.
- Золотой шлем — спортивное достижение, заключающее в победе на всех турнирах Большого шлема и Олимпийских играх подряд.

## М
- Матч — отдельная игра между соперниками. Матч состоит из сетов. Победителем становится игрок, победивший в двух или трех сетах в зависимости от правил соревнований.
- Матчбол (матч-пойнт) — очко, отделяющее от победы в матче.
- Мэйджор (major) — категория турнира Международной теннисной федерации (ITF), входящего в серию турниров «Большого шлема».

## Н
- Невынужденная ошибка — потеря игроком очка за счет своих ошибочных действий без активного содействия со стороны соперника. Субъективный показатель в статистике действий
- Нетбол — игровой момент, когда мяч попадая в трос, опускается на одну из сторон площадки

## О
- Обратный кросс — удар по диагонали левым форхэндом или правым бекхэндом.
- Ошибка — 1) действие игрока, приводящее к потере очка при своих активных действий 2) (fault) ошибка на подаче

## Р
- Реверс англ. reverse — удар ракеткой над головой с обратного хвата.

## С
- Свеча — удар по высокой вертикальной траектории, как правило применяющийся для обводки соперника, находящегося у сетки
- Сет — партия (часть матча).
- Сетбол — одно очко, отделяющее от победы в сете.
- Сетка — 1) ограждение, разделяющее корт на две равные части. При попадании мяча в сетку игрок а) проигрывает очко в розыгрыше (если мяч опустился на сторону ударившего); б) переподаёт (в случае попадания мяча в нужный квадрат); 2) турнирная сетка игроков
- Смэш англ. smash — сильный удар над головой с прямого хвата. Как правило, смэшем «гасят» неудачную свечу соперника. При удачном выполнении мяч отскакивает так высоко, что недоступен для ответного удара соперника.

## Т
- Тай-брейк — особый гейм, который разыгрывается при равенстве геймов в сете по шести для определения победителя в сете. На тай-брейке игроки выполняют попеременно по две подачи после того, как один из игроков выполняет первую подачу. Тай-брейк играется до семи очков и заканчивается при условии разницы в два очка между соперниками.

## У
- Убить мяч — разыграть мяч сильным ударом без шансов отыграть соперником. Применяется чаще для описания действий у сетки в парной игре.
- Удар закрытой ракеткой —  когда приём мяча приходится на внешнюю сторону ладони (удар справа для левшей, удар слева для правшей).
- Удар открытой ракеткой —  когда приём мяча приходится на внутреннюю сторону ладони (удар справа для правшей, удар слева для левшей).
- Удар по линии — удар вдоль боковых линий корта в непосредственной близости от них.
- Укороченный удар — удар с подрезкой, при котором мяч опускается непосредственно за сеткой. Применяется для того, чтобы застигнуть врасплох соперника, остающегося на задней линии.

## Ф
- Форхэнд — удар открытой ракеткой, когда приём мяча приходится на внутреннюю сторону ладони (удар справа для правшей, удар слева для левшей).

## X
- Хавкорт англ. half court — область корта в непосредственной близости линии подачи.
- Хок-ай — см. Ястребиный глаз.

## Ч
- Челлендж англ. challenge (попытка) — проверка игроком правильности решения судей при определении положения аут. Как правило, у игроков по три попытки (челленджа) в сете и по одной дополнительной попытке на тай-брейке.
- Челленджер англ. challenger — 1) игрок, претендующий на чемпионский титул 2) вторая по значимости категория турниров ATP.
- Чемпионшипбол англ. championship point — очко, отделяяющее от победы на турнире.

## Э
- Эйс — подача навылет. Подача, при которой мяч попал в соответствующий квадрат и принимающий игрок не коснулся мяча ракеткой с его отскока.

## Я
- Ястребиный глаз — визуальная система контроля правильности решений судей при определении аута.